# Lars Passgård
Lars Passgård (ur. 14 lutego 1941 w Borås, zm. 16 marca 2003 w Malmö) – szwedzki aktor filmowy i teatralny. W ciągu swojej 40-letniej kariery aktorskiej wystąpił w 38 produkcjach filmowych i telewizyjnych. 
Na dużym ekranie zadebiutował w Jak w zwierciadle (1961) Ingmara Bergmana. Dzięki udanemu występowi zdobył rolę w debiucie reżyserskim Bo Widerberga pt. Wózek dziecięcy (1963). Kreacja Passgårda w filmie Obława (1965) Yngve Gamlina przyniosła mu Srebrnego Niedźwiedzia - Nagrodę Specjalną Jury na 16. MFF w Berlinie.

## Wybrana filmografia
- Jak w zwierciadle (Såsom i en spegel) (1961)
- Wózek dziecięcy (Barnvagnen, 1963)
- Obława (Jakten, 1965)
- Księżniczka (Prinsessan, 1966)
- Ålder okänd (1991)